# L'amico americano
L'amico americano (Der amerikanische Freund) è un film del 1977, diretto da Wim Wenders e tratto dall'omonimo romanzo giallo di Patricia Highsmith (Ripley's Game nell'edizione originale). 
Dallo stesso libro nel 2002 la regista italiana Liliana Cavani ha tratto Il gioco di Ripley (Ripley's Game).

## Trama
Il titolo originale si riferisce al personaggio di Tom Ripley (Dennis Hopper), ma il protagonista del film è Jonathan Zimmermann (Bruno Ganz), un corniciaio di professione, che si ritrova, suo malgrado, immerso in una vicenda torbida, a contatto con la malavita. In questa intricata storia due trame si intrecciano: la prima è costituita dal mercante statunitense di quadri che cerca di vendere le opere del suo protetto ad un prezzo "gonfiato", grazie alla trovata di spacciarlo per morto; la seconda è la malattia che colpisce il corniciaio e che lo porterà a fare il killer per sopravvivere. I piani dell'organizzazione malavitosa falliranno grazie alla sorprendente amicizia sorta fra Ripley e Zimmermann. Il protagonista tuttavia non riuscirà ad assaporare un po' di serenità per lo scampato pericolo, poiché la malattia lo stronca in breve tempo.

## Distribuzione
Fu presentato in concorso al 30º Festival di Cannes. Nonostante non abbia ricevuto alcun premio di livello internazionale, è riconosciuto come una delle migliori opere del talentuoso regista tedesco.

## Accoglienza
È stato definito un "thriller esistenziale", puntualizzando che in questa versione cinematografica del libro della Highsmith, più che i fatti, conta il malessere che suscitano. Nel film, più della trama, è rilevante la complessità dei personaggi e dei rapporti che intercorrono tra loro e quella sottile linea di malinconia mista ad umorismo che lo pervade. Un film che riflette sulla morte, sull'amicizia e guarda al cinema americano con “occhi europei”. Come in altre sue opere, anche qui Wenders affronta un tema a lui particolarmente caro, ossia l'enigma della vita.